# Kenchammanahalli, Davanagere
Kenchammanahalli là một làng thuộc tehsil Davanagere, huyện Davanagere, bang Karnataka, Ấn Độ.